# Manuel Alcázar Ruiz
Manuel Alcázar Ruiz (Albacete, 1858 — Madrid, 1914) est un peintre, illustrateur et graveur espagnol.

## Biographie
Manuel Alcázar Ruiz naît à Albacete en 1858,.
Il part à Madrid étudier à l'Académie royale des Beaux-Arts San Fernando et devient un collaborateur de la revue La Ilustración Española y Americana, et d'autres titres de presse auxquels il fournit des illustrations,,. Il est membre depuis 1896 de l'Asociación de la Prensa de Madrid (es),,.
Il travaille également comme illustrateur de livres, et ses dessins ont notamment été inclus dans des romans tels que Los apostólicos (1885) de Benito Pérez Galdós et La espuma (1891), d'Armando Palacio Valdés (es), auquel José Cuchy (es) a également participé, ou dans l'édition espagnole des Naufragés de la Djumna d'Emilio Salgari.
Alcázar Ruiz commence à exposer à Madrid en 1876. Il présente en 1887 à l'Exposition nationale des beaux-arts le tableau Los santos sin hogar sur les victimes du tremblement de terre survenu en Andalousie[Quand ?], pour lequel il obtient la médaille de troisième classe,. Il obtient la même médaille en 1892 et 1895, une médaille de deuxième classe en 1899 et 1901, respectivement pour les tableaux El flauto mágico et Taller de grabado (Calcografía Nacional) ainsi qu'une médaille de deuxième classe comme graveur en 1899. Il expose à l'étranger, notamment à Mexico et Buenos Aires, où il obtient en 1910 la médaille d'or pour son tableau Paso de los Andes por el ejército de San Martín,.
Manuel Alcázar Ruiz travaille comme copiste de tableaux au musée du Prado, se spécialisant dans les œuvres de Diego Velázquez, El Greco et Francisco de Goya, devenant un « véritable maître dans la copie de tableaux anciens ».
Manuel Alcázar Ruiz arrête de peintre vers 1912 et meurt à Madrid en 1914,,.

## Œuvre
Peintre, dessinateur et graveur, Manuel Alcázar Ruiz réalise principalement des sujets historiques, de genre et des paysages,. Sa technique et ses couleurs sont réputées de qualité, cependant Pulido regrette le manque de moyens dont a bénéficié Alcázar, « mal payé » pour ses commandes, qui a réalisé peu d'œuvres.
Parmi ses œuvres les plus notables, il a peint des tableaux d'histoire comme La carga de Tardix, des portraits comme celui d'Alphonse XIII, des tableaux costumbristes comme El mensajero et des paysages en liens avec l'œuvre de Carlos de Haes. Pulido cite aussi En la cacería, La ofrenda et Santa Teresa de Jesús, dont il apprécie la composition.

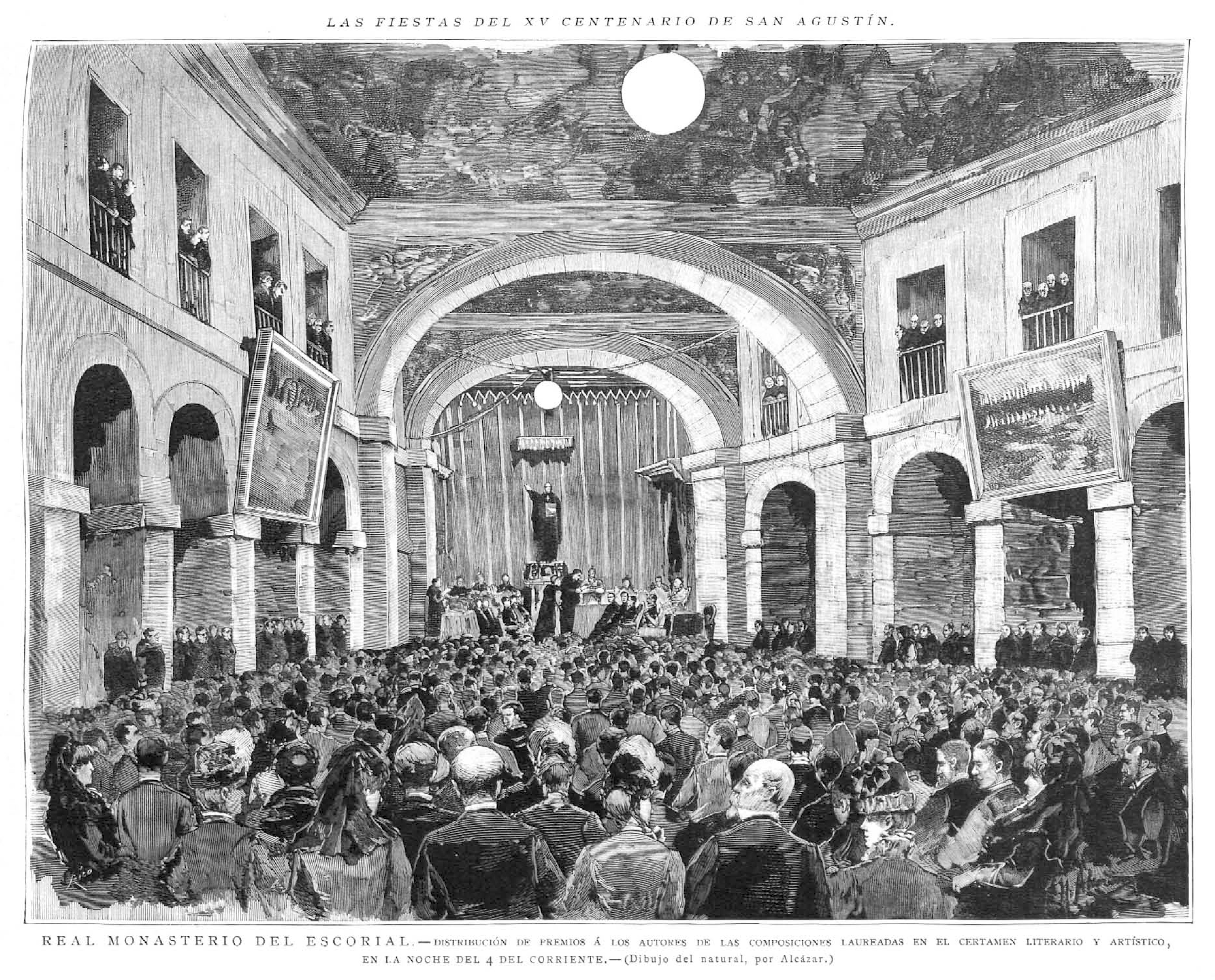
Las fiestas del XV centenario de San Agustín, Alcázar, illustration de 1887 pour la revue La Ilustración Española y Americana.
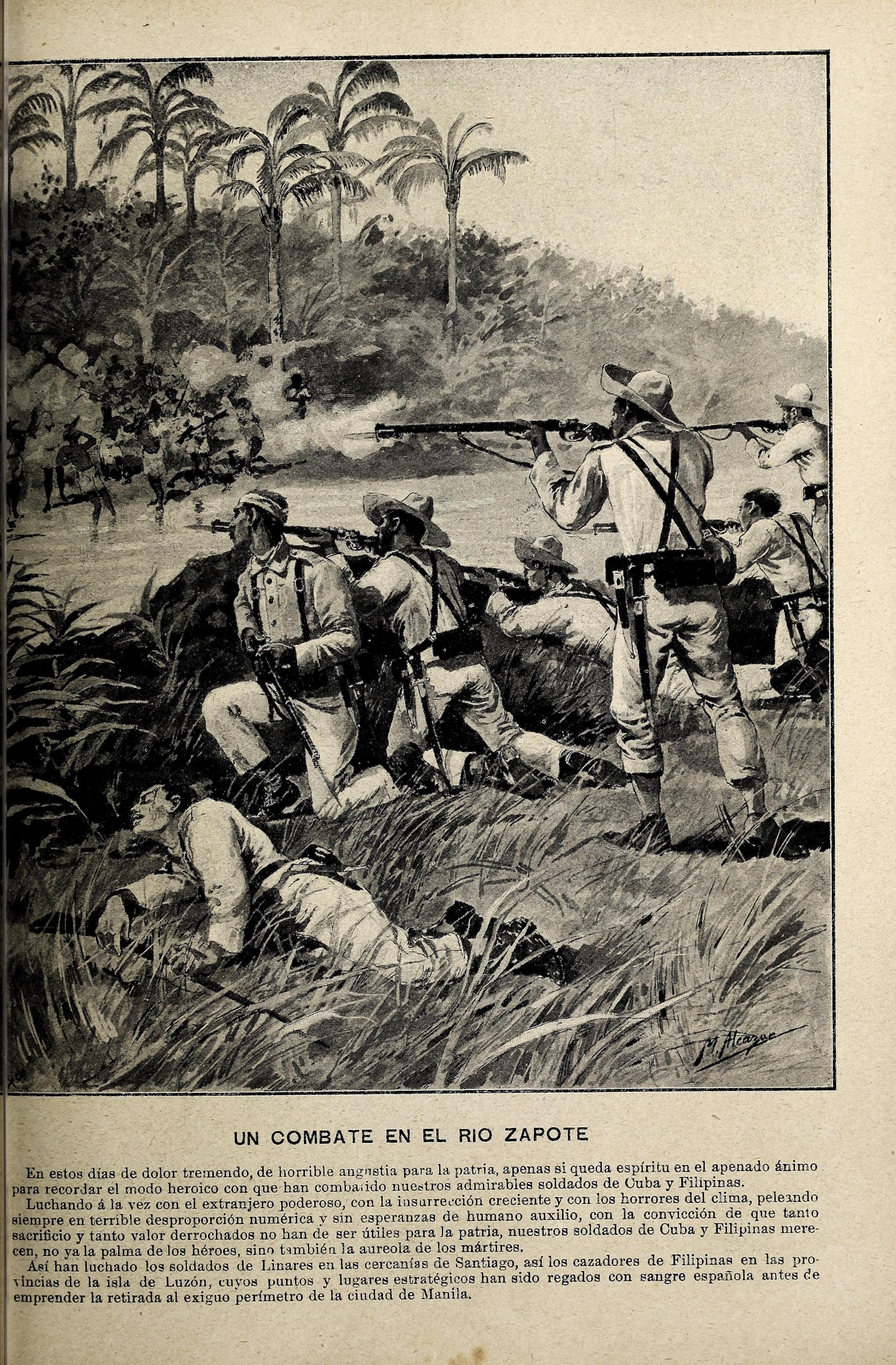
Un combate en el río Zapote, Alcázar, illustration de 1898 pour la revue Blanco y Negro.
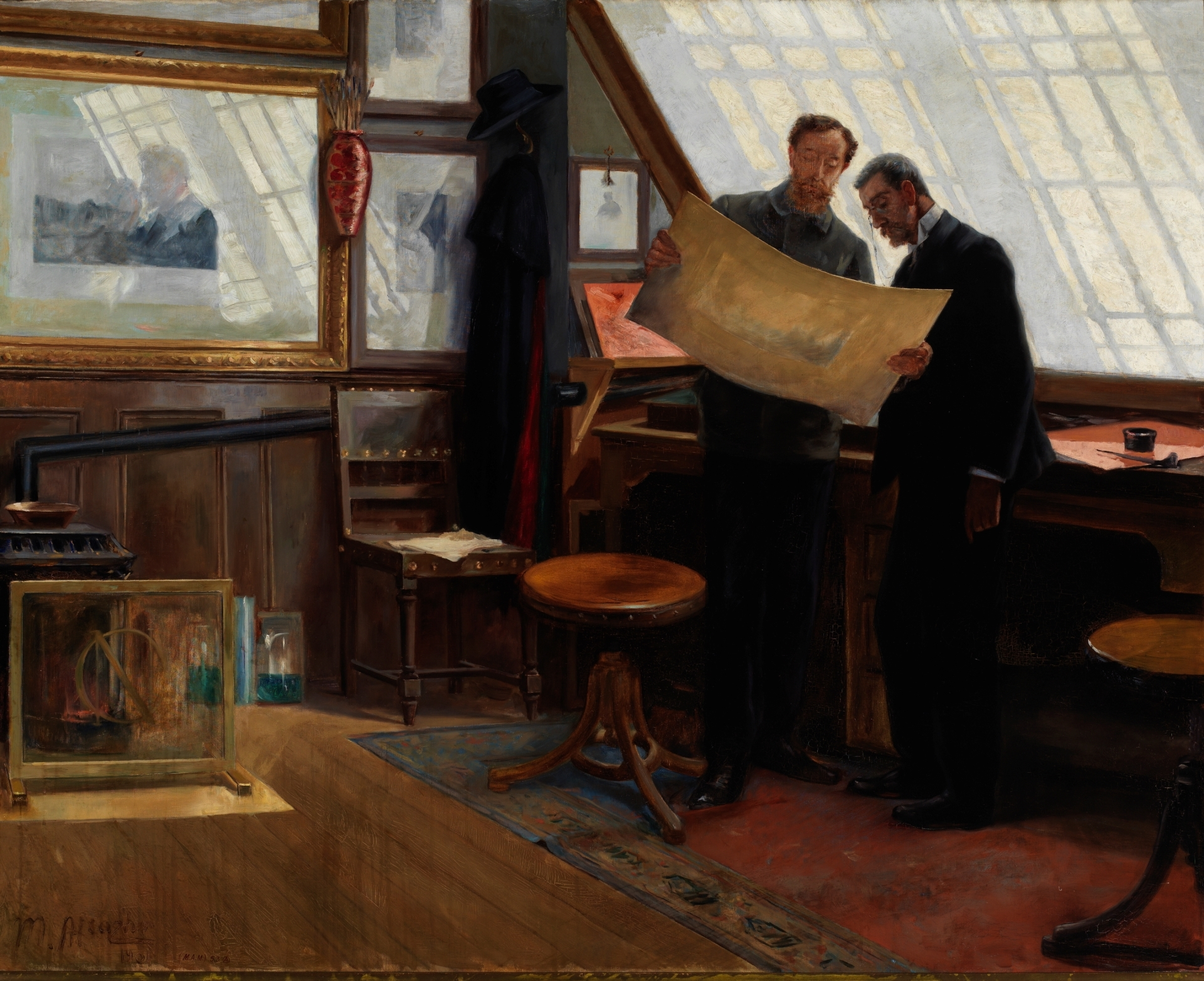
Taller de grabado (Calcografía Nacional), tableau de 1901.